# Изучаване
Изучаване и разговорно учене – описва дейностите, извършвани с цел разбиране значението на някакъв обект или процес, водещи до забележима промяна в поведението и познанието на обучаемия.
Ученето е целенасочен и рационално организиран процес за усвояване на социалния опит в неговата обобщена и систематизирана форма, като запазва своето основно свойство да води към прогресивни и относително трайни промени.
Най-простата форма на учене е ученето чрез имитация, т.е. чрез повторение на вече наблюдаван процес. При животните например, посредством ученето чрез имитация, техните новородени усвояват основните умения за оцеляване. При хората в резултат на по-широки изследвания на такова учене се появяват теории като тази на поведенческите модели.
Друга форма на учене е ученето чрез придобиване на знания (обучение чрез проучване). Освен гореописаните форми на учене, съществува и така нареченото учене чрез опит. При тази форма на учене индивидът усвоява дадени умения по метода на пробите и грешките.
Съществуват два основни подхода за учене:
- неформално учене – ученето от ежедневните ситуации, осъществяващо се през целия живот на индивида
- формално обучение – това е ученето (или образованието), което се извършва в учебните заведения